# Amatitlania
Genre
Amatitlania est un genre de poissons d'eau douce de la famille des Cichlidae.

## Répartition
Les espèces du genre Amatitlania se rencontrent en Amérique centrale.

## Liste des espèces
Selon World Register of Marine Species (21 décembre 2023) :
- Amatitlania altoflava (Allgayer, 2001)
- Amatitlania coatepeque Schmitter-Soto, 2007
- Amatitlania kanna Schmitter-Soto, 2007
- Amatitlania myrnae (Loiselle, 1997)
- Amatitlania nanolutea (Allgayer, 1994)
- Amatitlania nigrofasciata (Günther, 1867)
- Amatitlania sajica (Bussing, 1974)
- Amatitlania septemfasciata (Regan, 1908)
- Amatitlania siquia Schmitter-Soto, 2007

## Classification
Le nom valide complet (avec auteur) de ce taxon est Amatitlania Schmitter-Soto (d), 2007.

## Publication originale
- (en) J. J. Schmitter-Soto, « A systematic revision of the genus Archocentrus (Perciformes: Cichlidae), with the description of two new genera and six new species », Zootaxa, Nouvelle-Zélande, no 1603,‎ septembre 2007, p. 1-78 (ISSN 1175-5326, e-ISSN 1175-5334, DOI 10.15468/OFI32S).